# Asa-curta-de-barriga-ruiva
Asa-curta-de-barriga-ruiva  (Brachypteryx hyperythra) é uma espécie de ave da família Turdidae.
Pode ser encontrada nos seguintes países: China, Índia e Myanmar.
Os seus habitats naturais são: florestas subtropicais ou tropicais húmidas de baixa altitude, regiões subtropicais ou tropicais húmidas de alta altitude e matagal húmido tropical ou subtropical.
Está ameaçada por perda de habitat.